# Mistrovství světa ve fotbale klubů 2015
Mistrovství světa ve fotbale klubů 2015 (oficiálně FIFA Club World Cup Japan 2015 presented by Alibaba E-Auto, japonsky Alibaba E-Auto プレゼンツ FIFAクラブワールドカップ ジャパン2015) se hrálo v termínu od 10. do 20. prosince 2015 v Japonsku. Šlo o 12. ročník MS klubů, ve kterém se střetává šest vítězů jednotlivých nejvyšších kontinentálních soutěží a vítěz ligy pořadatelské země.
Předchozí ročník 2014 vyhrál španělský klub Real Madrid z konfederace UEFA.
CA River Plate a FC Barcelona byly nasazeny přímo do semifinále. Ročník 2015 vyhrál po finálové výhře 3:0 nad argentinským celkem CA River Plate katalánský klub FC Barcelona. S celkovými 3 prvenstvími se osamostatnil na čele žebříčku triumfujících týmů v historii turnaje.

## Kvalifikované týmy
- CA River Plate – vítěz Poháru osvoboditelů 2015
- FC Barcelona – vítěz Ligy mistrů UEFA 2014/15
- Kuang-čou FC – vítěz Ligy mistrů AFC 2015
- TP Mazembe – vítěz Ligy mistrů CAF 2015
- Club América – vítěz Ligy mistrů CONCACAF 2014/15
- Auckland City FC – vítěz Ligy mistrů OFC 2014/15
- Sanfrecce Hirošima – vítěz J. League 1 2015

## Stadiony
22. května 2015 byly vybrány jako dějiště MS klubů 2015 stadiony Nagai Stadium ve městě Ósaka a Nissan Stadium ve městě Jokohama.
| Ósaka                                  | Ósaka Jokohama | Jokohama                          |
| -------------------------------------- | -------------- | --------------------------------- |
| Nagai Stadium                          | Ósaka Jokohama | Nissan Stadium                    |
| 34°36′50,83″ s. š., 135°31′6,42″ v. d. | Ósaka Jokohama | 35°30′35″ s. š., 139°36′20″ v. d. |
| Kapacita: 47 816 míst                  | Ósaka Jokohama | Kapacita: 72 327 míst             |
|                                        | Ósaka Jokohama |                                   |

## Zápasy

### Play-off o čtvrtfinále
| 10. 12. 2015 19:45      |        |               |                                                                         |
| Sanfrecce Hirošima      | 2 : 0  | Auckland City | Nissan Stadium, Jokohama diváci: 19 421 rozhodčí: Sidi Alioum (Kamerun) |
| Minagawa 9' Šiotani 70' | Report |               | Nissan Stadium, Jokohama diváci: 19 421 rozhodčí: Sidi Alioum (Kamerun) |

### Čtvrtfinále
Los proběhl 23. září 2015 ve 14:00 SELČ (UTC+2) ve švýcarském Curychu.
| 13. 12. 2015 16:00 |        |                              |                                                                        |
| Club América       | 1 : 2  | Kuang-čou FC                 | Nagai Stadium, Ósaka diváci: 18 772 rozhodčí: Jonas Eriksson (Švédsko) |
| Peralta 55'        | Report | Čeng Lung 80' Paulinho 90+3' | Nagai Stadium, Ósaka diváci: 18 772 rozhodčí: Jonas Eriksson (Švédsko) |

| 13. 12. 2015 19:30 |        |                                |                                                                        |
| TP Mazembe         | 0 : 3  | Sanfrecce Hirošima             | Nagai Stadium, Ósaka diváci: 23 609 rozhodčí: Wilmar Roldán (Kolumbie) |
|                    | Report | Šiotani 44' Čiba 56' Asano 78' | Nagai Stadium, Ósaka diváci: 23 609 rozhodčí: Wilmar Roldán (Kolumbie) |

### Zápas o 5. místo
| 16. 12. 2015 16:30       |        |            |                                                                      |
| Club América             | 2 : 1  | TP Mazembe | Nagai Stadium, Ósaka diváci: 11 686 rozhodčí: Alireza Faghani (Írán) |
| Benedetto 19' Zúñiga 28' | Report | Kalaba 43' | Nagai Stadium, Ósaka diváci: 11 686 rozhodčí: Alireza Faghani (Írán) |

### Semifinále
| 16. 12. 2015 19:30 |        |                |                                                                        |
| Sanfrecce Hirošima | 0 : 1  | CA River Plate | Nagai Stadium, Ósaka diváci: 20 133 rozhodčí: Jonas Eriksson (Švédsko) |
|                    | Report | Alario 72'     | Nagai Stadium, Ósaka diváci: 20 133 rozhodčí: Jonas Eriksson (Švédsko) |

| 17. 12. 2015 19:30          |        |              |                                                                           |
| FC Barcelona                | 3 : 0  | Kuang-čou FC | Nissan Stadium, Jokohama diváci: 63 870 rozhodčí: Joel Aguilar (Salvador) |
| Suárez 39', 50', 67' (pen.) | Report |              | Nissan Stadium, Jokohama diváci: 63 870 rozhodčí: Joel Aguilar (Salvador) |

### Zápas o 3. místo
| 20. 12. 2015 16:00 |        |              |                                                                             |
| Sanfrecce Hirošima | 2 : 1  | Kuang-čou FC | Nissan Stadium, Jokohama diváci: 47 968 rozhodčí: Matt Conger (Nový Zéland) |
| Douglas 70', 83'   | Report | Paulinho 4'  | Nissan Stadium, Jokohama diváci: 47 968 rozhodčí: Matt Conger (Nový Zéland) |

### Finále
| 20. 12. 2015 19:30 |        |                           |                                                                          |
| CA River Plate     | 0 : 3  | FC Barcelona              | Nissan Stadium, Jokohama diváci: 66 853 rozhodčí: Alireza Faghani (Írán) |
|                    | Report | Messi 36' Suárez 49', 68' | Nissan Stadium, Jokohama diváci: 66 853 rozhodčí: Alireza Faghani (Írán) |

## Konečné pořadí
| Poř. | Klub               | Konfederace | Z | V | R | P | VG | OG | +/- |
| ---- | ------------------ | ----------- | - | - | - | - | -- | -- | --- |
| 1    | FC Barcelona       | UEFA        | 2 | 2 | 0 | 0 | 6  | 0  | +6  |
| 2    | CA River Plate     | CONMEBOL    | 2 | 1 | 0 | 1 | 1  | 3  | -2  |
| 3    | Sanfrecce Hirošima | AFC         | 4 | 3 | 0 | 1 | 7  | 2  | +5  |
| 4    | Kuang-čou FC       | AFC         | 3 | 1 | 0 | 2 | 3  | 6  | -3  |
| 5    | Club América       | CONCACAF    | 2 | 1 | 0 | 1 | 3  | 3  | 0   |
| 6    | TP Mazembe         | CAF         | 2 | 0 | 0 | 2 | 1  | 5  | -4  |
| 7    | Auckland City FC   | OFC         | 1 | 0 | 0 | 1 | 0  | 2  | -2  |

## Vítěz
| Mistrovství světa ve fotbale klubů 2015 FC Barcelona 3. titul Trenér: Luis Enrique |